# Hebius nicobariense
Espèce
Synonymes
- Tropidonotus nicobariensis Sclater, 1891
- Amphiesma nicobariense (Sclater, 1891)

Hebius nicobariense est une espèce de serpents de la famille des Natricidae. 

## Répartition
Cette espèce est endémique des îles Nicobar dans les îles Andaman-et-Nicobar en Inde.

## Étymologie
Son nom d'espèce, composé de nicobar(i) et du suffixe latin -ense, « qui vit dans, qui habite », lui a été donné en référence au lieu de sa découverte.

## Publication originale
- Sclater, 1891 : Notes on a collection of snakes in the Indian Museum, with descriptions of several new species. Journal of the Asiatic Society of Bengal, vol. 60, p. 230-250 (texte intégral).